# آلکساندر تامانیان
آلکساندر تامانیان (ارمنی: Ալեքսանդր Թամանյան؛ ‏ ۴ مارس ۱۸۷۸ – ۲۰ فوریه ۲۰، ۱۹۳۶) یک معمار اهل ارمنستان بود.

## زندگی
تامانیان در سال ۱۸۷۸ میلادی در شهر کراسنودار در یک خانواده بانکدار به دنیا آمد. وی در سال ۱۹۰۴ از فرهنگستان هنر سنت پترزبورگ فارغ‌التحصیل شد.

تامانیان با Camilla Edwards، که از اعضای خانواده Benois بود، ازدواج نمود. این زوج صاحب دو فرزند پسر به نام‌های Gevorg (Georgi) و Yulius شدند که در ضمن معماران برجسته شدند و آثار پدر خویش را ادامه دادند.
تامانیان در ۲۰ فوریه ۱۹۳۶ در ایروان درگذشت و پانتئون کومیتاس، که در مرکز شهر ایروان واقع شده‌است، به خاک سپرده شد.

## ساختمان‌ها
آثار او عبارت اند از:
- عمارت آغاسی خانجیان, گلوگاه رود هرازدان – دهه ۱۹۲۰
- میدان آندری ساخاروف – ۱۹۲۴ – خیابان نالباندیان، خیابان پوشکین، خیابان واردانانتس
- میدان آزادی – خیابان ماشتوتس، خیابان تریان، خیابان سایات‌نووا – ۱۹۲۴–۱۹۳۹
- میدان جمهوری ایروان – ۱۹۲۶–۱۹۷۷
- رصدخانه دانشگاه - پارک دانش‌آموز (مابین خیابان‌های آبوویان و تریان) – ۱۹۲۶
- نخستین نیروگاه برق آبی – چپ ساحل رود هرازدان – ۱۹۲۶
- دانشگاه دولتی پزشکی – خیابان کوریون – ۱۹۲۷–۱۹۵۵
- مؤسسه جانورشناسی و دامپزشکی – خیابان نالباندیان – ۱۹۲۸
- بیمارستان زنان و زایمان – خیابان آبوویان – ۱۹۲۹
- مؤسسه فیزیوتراپی – خیابان آبوویان – ۱۹۳۰، ۱۹۳۲، ۱۹۳۹
- دانشگاه پلی‌تکنیک ارمنستان - خیابان تریان – ۱۹۳۲، ۱۹۳۵
- دانشگاه معماری و ساختمان‌سازی – خیابان تریان – ۱۹۳۵
- بیمارستان کودکان – خیابان آبوویان – ۱۹۳۹
- تالار اپرای ایروان – میدان آزادی – ۱۹۳۳، ۱۹۴۰، ۱۹۵۳
- کاخ حکومت ایروان – میدان جمهوری – ۱۹۴۱، ۱۹۵۲

## نگارخانه

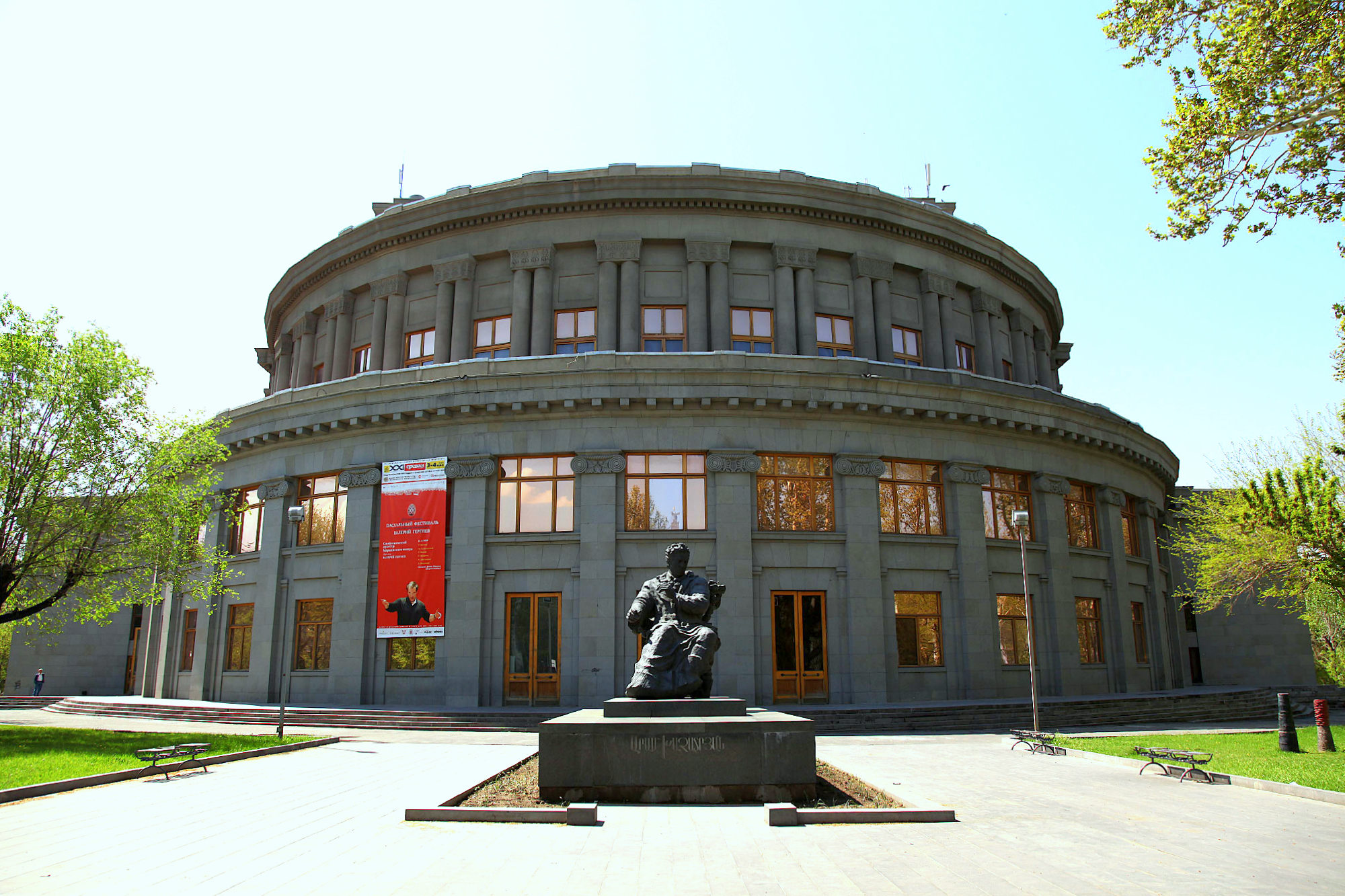
مجسمه یادبود آرام خاچاتوریان در ایروان

## جوایز و افتخارات
وی همچنین برنده جوایزی همچون جایزه استالین شده‌است.